# Stian Gregersen
Stian Rode Gregersen, född 17 maj 1995, är en norsk fotbollsspelare som spelar för Bordeaux.

## Klubkarriär
Inför säsongen 2012 gick Gregersen till Molde. Säsongen 2015 var han utlånad till 1. divisjon-klubben Kristiansund BK. Gregersen blev efter säsongen utsedd till "Årets spelare i 1. divisjon".
I februari 2019 lånades Gregersen ut till IF Elfsborg på ett låneavtal över säsongen 2019. Han gjorde allsvensk debut den 1 april 2019 i en 1–1-match mot Hammarby IF. Den 27 april 2019 gjorde Gregersen sitt första mål för Elfsborg i en 4–2-vinst över IK Sirius.
Den 31 augusti 2021 värvades Gregersen till franska Bordeaux, där han skrev på ett fyraårskontrakt.

## Landslagskarriär
Gregersen debuterade för Norges landslag den 27 mars 2021 i en 3–0-förlust mot Turkiet.